# Musaranya elefant de cua peluda
La musaranya elefant de cua peluda (Elephantulus pilicaudus) és una espècie de musaranya elefant del gènere Elephantulus. És endèmica de Sud-àfrica, on viu a altituds de més de 1.300 msnm. El seu hàbitat natural són les zones rocoses. No se sap gaire cosa del seu estil de vida. La primera descripció d'Elephantulus pilicaudus es feu l'any 2008. Se'n coneix un total de 17 exemplars.